# شرناق
شِرناق یکی از شهرهای کشور ترکیه است. شهر شرناق مرکز استان شرناق در جنوب خاوری آناتولی است. جمعیت این شهر را عمدتاً کردهای قبیله شرنَخی(Şirnexî ) تشکیل می‌دهند و در سال 2021، 67662 نفر جمعیت داشته است. شرناق محل نبرد معروف شرناق میان حزب کارگران کردستان (پ‌ک‌ک) و نیروهای امنیتی ترکیه بود.

## تاریخچه
تاریخدانان نام شریشا در کتیبه پادشاه آشور تیگلات پیلسر اول (1100 ق.م) که  استرابون از آن به صورت ساریسا یاد کرده است را شیرناک دانسته اند. نویسندگان کُرد شرناق را باجارکُرد (Bajarkard) و پایتخت گوتی ها دانسته اند. شرناق به شهر نوح شهرت دارد.

## اقتصاد
اقتصاد آن بر پایه معدن، کشاورزی و تجارت استوار است. منبع اصلی درآمد در روستاها دامپروری است. 